# BVG TF 14/24 S
Unter der Typenbezeichnung TF 14/24 S führten die Berliner Verkehrsbetriebe (BVG) eine Serie von 15 Straßenbahntriebwagen, die 1914 von den Berliner Ostbahnen in Betrieb genommen wurden. Die Fahrzeuggattung setzte sich ursprünglich aus fünf Trieb- und zehn Beiwagen zusammen; letztere wurden 1919 beziehungsweise 1924 umgebaut. Sie waren bis 1959 bei der Berliner Straßenbahn im Einsatz.

## Entwicklung
| Nummer (bis 1920) | Nummer (ab 1920) | Nummer (ab 1924) | Verbleib                           |
| ----------------- | ---------------- | ---------------- | ---------------------------------- |
| 0042              | 4116             | 4116             | BVG-West, 1950 ausgemustert        |
| 0043              | 4117             | 4117             | BVG-West, 1950 ausgemustert        |
| 0044              | 4118             | 4118             | BVG-West, 1950 ausgemustert        |
| 0045              | 4119             | 4119             | 1957 nach Karl-Marx-Stadt (Bw 633) |
| 0046              | 4120             | 4120             | 1959 nach Strausberg               |
| 0143              | 1475             | 4126II           | 1957 nach Karl-Marx-Stadt (Bw 635) |
| 0144              | 1476             | 4127II           | 1957 nach Karl-Marx-Stadt (Bw 636) |
| 0145              | 1477             | 4128II           | 1945 ausgemustert                  |
| 0146              | 1478             | 4129II           | 1957 nach Karl-Marx-Stadt (Bw 637) |
| 0147              | 1479             | 4130II           | 1945 ausgemustert                  |
| 0148              | 4121             | 4121             | 1957 nach Karl-Marx-Stadt (Bw 634) |
| 0149              | 4122             | 4122             | BVG-Ost, 1959 ausgemustert         |
| 0150              | 4123             | 4123             | BVG-Ost, 1959 ausgemustert         |
| 0151              | 4124             | 4124             | 1959 nach Strausberg               |
| 0152              | 4125             | 4125             | 1959 nach Strausberg               |

Die Berliner Ostbahnen beschafften die Wagen für ihre Linien, die nicht durch den Spreetunnel Stralau–Treptow verkehrten und somit das übliche Wagenprofil aufweisen konnten. Es wurden fünf Triebwagen mit den Nummern 42–46 sowie zehn Beiwagen mit den Nummern 143–152 in Dienst gestellt. Im Jahr 1919 wurden die Beiwagen 148–152 in Triebwagen umgebaut.
Die Wagen erhielten bei der Übernahme durch die Berliner Straßenbahn die Nummern 4116–4125 (Triebwagen) beziehungsweise 1475–1479. 1924 wurden die verbliebenen Beiwagen aus Mangel an Triebwagen ebenfalls umgerüstet und den übrigen Fahrzeugen angepasst. Vermutlich wurden die zehn anderen Triebwagen während dieser Zeit äußerlich umgebaut, wobei sie die Berliner Einheitsplattformen erhielten und die Anzahl der Seitenfenster von 5 auf 7 erhöht wurde. Nach dem Umbau standen 15 gleichartige Fahrzeuge zur Verfügung. Sie besaßen Endeinstiege an den Plattformen sowie Quersitze mit Klapplehnen im Innenraum.
Ein Triebwagen ging im Zweiten Weltkrieg verloren, ein weiterer wurde nach Ende der Kampfhandlungen nicht wieder aufgebaut. Bei der Verwaltungsteilung der 1929 gegründeten Berliner Verkehrsbetriebe am 1. August 1949 verblieben drei Fahrzeuge in West-Berlin und zehn Wagen in Ost-Berlin. Die bei der BVG-West stationierten Wagen wurden 1950 ausgemustert. Das Fahrgestell von Wagen 4117 wurde allerdings für den Aufbau eines TF 50-Triebwagens weiter verwendet. Die bei der BVG-Ost beheimateten Fahrzeuge wurden 1950/51 umgebaut. Die Triebwagen 4120 und 4122 kamen vorrangig auf der im Inselbetrieb verkehrenden Linie 96 zwischen Teltow und der Machnower Schleuse.
1957 wurden fünf Triebwagen an die Straßenbahn Karl-Marx-Stadt abgegeben. Drei weitere Triebwagen kamen 1959 zur Strausberger Eisenbahn, kamen dort aber nie zum Einsatz. Die beiden verbliebenen Wagen wurden bis Ende 1959 ausgemustert. Keiner der Triebwagen ist museal erhalten geblieben.